# La Grande Lessive (!)
Pour l'installation d'art, voir La Grande Lessive (installation).
Pour plus de détails, voir Fiche technique et Distribution.
La Grande Lessive (!) est un film français de Jean-Pierre Mocky sorti en 1968.
L'intrigue du film se concentre sur Armand Saint-Just, professeur de lettres dans un lycée parisien, constate que ses élèves manquent de concentration. Une raison à cela : la télévision, dont il juge l'influence néfaste à tous points de vue. Après plusieurs pétitions restées sans suite, implorant les parents d'éloigner les enfants des terribles écrans, Saint-Just, aidé de Missenard, décide de passer à l'action en sabotant les antennes de télévision.

## Synopsis
Dans les années 60, la télévision s'est imposée dans la plupart des foyers français au grand dam d'Armand Saint-Just, professeur de lettres parisien. Parce qu'ils passent toutes leurs soirées devant le petit écran, ses élèves dorment en classe. Les multiples réunions ou lettres aux parents n'ayant rien donné, Saint-Just a décidé de passer à l'action : supprimer la télévision. Il compte vaporiser sur les antennes un liquide révolutionnaire mis au point par Benjamin, un ancien artificier, pour brouiller les ondes. Le soir même, aidé par Missenard, le professeur de sport, Saint-Just teste le procédé dans son immeuble, ce qui réussit à la perfection, non sans péripéties. 
Les réactions ne se font pas attendre et le concierge contacte l'OTVF qui conclut à un sabotage. Deux inspecteurs de la brigade radiophonique, Toilu et Barbic, sont également dépêchés pour enquêter. Ils remontent la piste jusqu'au Dr Loupioc, un dentiste dragueur vivant dans l'immeuble qui avait récupéré le matériel de Saint-Just dans le but de le faire chanter. Mais les policiers le prennent pour le saboteur et Loupioc se retrouve, malgré lui, à faire partie de la bande de Saint-Just qui compte répandre le produit sur les immeubles où vivent ses autres élèves. De son côté, les multiples pannes agacent Jean-Michel Lavalette, qui règne en maitre sur le petit écran et demande au commissaire Aiglefin de régler cette affaire. 
Aiglefin n'a aucun mal à remonter la piste de la bande qu'il réussit à bloquer dans un immeuble cossu. Sur le point d'être pris, Saint Just, Missenard et Loupioc se déguisent et se font passer pour des pédagogues auprès de la riche famille Delaroque. Monsieur Delaroque, alcoolique notoire, invite également Aiglefin (qui ne les a pas reconnus) à trinquer avec eux. À la suite d'une soirée arrosée, la petite bande se réveille chez Saint-Just avec le commissaire endormi. Le laissant aux bons soins de Loupioc, les deux professeurs se rendent au lycée où ils constatent l'effet bénéfique de leur action : seule la classe de Saint-Just semble pouvoir suivre le cours. Saint-Just révèle ses agissements à l'ensemble des professeurs, et qu'il compte élargir son action au pays entier, mais ses collègues refusent de le suivre à l'exception de Mélanie. 
Pendant ce temps, Loupioc gaffe et les policiers mettent en place une souricière pour coincer ses complices. Saint-Just appelle chez lui, ne se doutant pas qu'Aiglefin écoute la conversation et donne l'adresse de Benjamin chez qui les policiers foncent. Prenant les enseignants en filature, les policiers les suivent jusqu'à une église où Saint-Just compte répandre une version concentrée du produit qui privera l'arrondissement entier de la télévision. Loupioc et Saint-Just s'en sortent en se réfugiant chez Mélanie mais Benjamin et Missenard sont arrêtés. Lors du journal télévisé, Lavalette annonce en grande pompe que quiconque les capturera recevra une télévision couleur. Les conjurés sont recherchés dans toute la capitale, et Mélanie est capturée à son tour. Saint-Just et Loupioc se rendent alors chez Lavalette qu'ils emmènent jusqu'à l'un de ses studios d'enregistrement pour expliquer en direct les raisons de leurs actes. La tentative échoue. Loupioc est pris mais Saint-Just réussit encore une fois à s'enfuir. 
Par l'entremise de l'un de ses élèves, Saint-Just fait parvenir un message à Lavalette pour lui demander de relâcher ses amis. En cas de refus, il pulvérisera le produit sur l'antenne de la Tour Eiffel et privera ainsi la France entière de la télévision. Une équipe de télé est dépêchée sur place et Saint-Just peut enfin s'exprimer. Lavalette ayant peur des conséquences politiques, la bande repart libre. 
Au pied de la Tour Eiffel, Delaroque, haut fonctionnaire de l’Elysée, demande à Saint-Just de le suivre car le président de la République souhaite discuter avec lui. Le professeur parle une dernière fois avec ses amis pour leur dire de continuer la lutte et monte dans la voiture.

## Fiche technique
- Titre : La Grande Lessive (!)
- Réalisation : Jean-Pierre Mocky
- Scénario : Jean-Pierre Mocky, Alain Moury et Claude Pennec
- Photographie : Marcel Weiss
- Son : René Sarazin
- Montage : Marguerite Renoir
- Décors : Pierre Tyberghien
- Costumes : Irénée Martin et Louis Féraud (pour Karyn Balm)
- Maquillage : Louis Dor
- Musique : François de Roubaix (éditions Hortensia)
- Production : Jean-Pierre Mocky et Georges Cheyko
- Sociétés de production : Balzac-Films, Méditerranée-Cinéma, Firmament-Films-Productions
- Société de distribution : Rank/Océanic Films
- Format : Couleurs (Eastman) - 35 mm - 1,66:1 - son mono
- Genre : Comédie
- Durée : 100 minutes (DVD 1h34)
- Dates de sortie : 15 novembre 1968 (France)
- Affiche : René Ferracci (France)

## Distribution
- Bourvil : Armand Saint-Just, professeur de lettres
- Francis Blanche : le Dr Loupioc, dentiste
- Roland Dubillard : Missenard, professeur de gymnastique
- Jean Tissier : Benjamin
- Michael Lonsdale : M. Delaroque
- R. J. Chauffard : le commissaire Aiglefin
- Jean Poiret : Jean-Michel Lavalette
- Karyn Balm : Mélanie
- Alix Mahieux : Mme Delaroque
- Marcel Pérès : l'inspecteur Toilu
- Jean-Claude Rémoleux : l'inspecteur Barbic
- Robert Andreozzi : le locataire chantant
- Micha Bayard : la concierge
- Albert Pilette : Émile Futane, concierge policier
- Philippe Brizard : le réparateur
- Roger Legris : le père Loupioc
- Rudy Lenoir : le chef des agents de l'OTVF
- Philippe Castelli : Tamanoir, l'agent technique de l'OTVF
- Agostino Vasco-Castro : un agent technique
- Roger Lumont : le restaurateur auvergnat
- André Numès Fils : le proviseur
- René Fleur : l'inspecteur d'académie
- Henri Poirier : le gérant de l'immeuble
- Georges Bruce : l'officier de marine
- Daniel Crohem : l'homme au gros chien
- Nicole Chomo : la dame au gros chien
- Jean-Michel Molé : M. Bouligre
- Pierre Benedetti : Maurice Bernard
- Françoise Arnaud : standardiste de l'OTVF
- Simone Duhart : la cheffe de la chorale
- Pierre Durou : le facteur
- Christian Chevreuse : un locataire
- Luc Delhumeau : l'inspecteur Dubois
- Renée Gardès : la bonne des Delaroque
- Maria Goud : la prostituée sur les toits
- Jo Labarrère : le coiffeur
- Edith Ker : la bonne de Lavalette
- Jean-Marie Richier : le livreur
- Igor-Raymond Tycka : le locataire au bandeau noir
- Jean-Maurice Vayne : le professeur aux tracts
- Frédéric Magne :

Non crédités :
- Luc Bartholomé : le concierge scolaire
- Luc Andrieux : le chauffeur du fourgon de police
- Marius Gaidon : un agent de police
- Roland Malet : un agent de police
- Émile Riandreys : un inspecteur de police
- Jean Radou : un agent du commissariat
- Raphaël Delpard : le professeur d'anglais
- Annick Berger : femme gérant de l'immeuble
- Claudine Berg : une locataire
- Jacqueline Fontaine : une locataire
- Claude Legros : un locataire
- Jean-Claude Michot : un locataire
- Bernadette Stern : l'étudiante au pair
- Guy Bonnafoux : un client du bar
- Bernard Spiegel : un client du bar
- Jean-Paul Farré : apparition à la télévision

## Production

### Tournage
Troisième collaboration entre Jean-Pierre Mocky, Bourvil, Francis Blanche et Jean Poiret – après Un drôle de paroissien et La Cité de l'indicible peur – le tournage du film a eu lieu en avril 1968 dans les studios Éclair d'Épinay-sur-Seine et en extérieurs à Paris.

### Polémique sur le titre
Initialement, Jean-Pierre Mocky souhaitait intituler son film Le Tube, mais les distributeurs lui imposent La Grande Lessive. Le réalisateur, qui n'apprécie pas ce titre, exige alors l'ajout d'un point d'exclamation entre parenthèses.

« À l'époque, il y avait Le Grand Restaurant, La Grande Vadrouille, Les Grandes Vacances... Il y avait tout ça, alors les connards de producteurs, les distributeurs de l'époque, ils se sont dit : « “Grand”, ça fait bien. Quand on met “grand” quelque chose, le public a l'impression que c'est un film important. Moi, je voulais appeler ça Le Tube. Et puis ils n'ont pas voulu et ils m'ont imposé le titre La Grande Lessive. [...] J'ai dit : « D'accord, appelez-le comme ça », mais j'ai mis un point d'exclamation, parce que c'est vraiment trop con. »

Le même problème était survenu quatre ans plus tôt pour La Cité de l'indicible peur, rebaptisé lors de sa sortie en salles La Grande Frousse.